# ASV Pescadola Machida
Il ASV Pescadola Machida (ペスカドーラ町田?) è una squadra giapponese di calcio a 5, con sede a Machida. Milita in F. League.

## Storia
Fondata nel 1999, nel 2001 vince una All Japan Futsal Championship con il nome di Cascaval Banff, nel 2007 cambia denominazione in Pescadola Machida, milita nella F. League, la massima serie del campionato giapponese di calcio 5.

## Colori e simbolo

### Colori
I colori della maglia dei Pescadola Machida sono il giallo e il nero.

## Stadio
I Pescadola Machida giocano le loro partite casalinghe al Machida Municipal Gymnasium, che contiene circa 2.800 posti.

## Palmarès

### Competizioni nazionali
- All Japan Futsal Championship  : 2001

1º posto

### Altri piazzamenti
- F. League : 2009-2010

2º posto